# Szkoła Strzelań Artylerii
Szkoła Strzelań Artylerii – szkoła artylerii Wojska Polskiego w II Rzeczypospolitej.

## Formowanie i zmiany organizacyjne
Szkoła Strzelań Artylerii powstała w październiku 1919 w Rembertowie jako Stałe Kursy Artylerii. W marcu 1920 została przeniesiona do Pogórza i przemianowana na  Szkołę Strzelecką Artylerii.
W kwietniu 1922 roku weszła w skład Obozu Szkolnego Artylerii jako Strzelecka Szkoła Artylerii. 
W marcu 1927 jako Szkoła Strzelania Artylerii weszła w skład Centrum Wyszkolenia Artylerii .

## Obsada personalna szkoły
Komendanci Szkoły Strzelania Artylerii
- płk art. Gustaw Ładziński (1922 – 1923)
- płk art. Wiktor Aleksandrowicz (1923 – 1925)
- płk art. Tadeusz Łodziński (25 III 1925 – VIII 1926)
- płk art. Witold Kończakowski (VIII 1926[2] – III 1929[3])
- płk art. Jan Chmurowicz (III 1929 – I 1931)
- płk art. Stefan Maleszewski (I 1931[4] – VI 1933[5])
- płk art. dr Roman Odzierzyński (VI 1933 – XI 1935)
- płk art. Jan Drejman (XI 1935 – VIII 1939)

Pokojowa obsada personalna szkoły w marcu 1939 roku:
- komendant szkoły – płk Jan Drejman
- adiutant – kpt. adm. (art.) Władysław Billewicz
- dowódca szwadronu luzaków – kpt. adm. (art.) Bohdan Święcicki
- dyrektor nauk – ppłk Józef Krautwald de Annau
- wykładowca taktyki artylerii – mjr dypl. Wacław Zielonka
- wykładowca organizacji obrony ppanc. – mjr Wiktor II Baranowski
- wykładowca zwalczania broni pancernej – mjr Franciszek Ciniewicz
- wykładowca organizacji artylerii – mjr Henryk Marian Aleksander Grużewski
- wykładowca teorii strzelania – mjr Tadeusz Stanisław Jełowicki
- wykładowca strzelania wysokorozpryskowego – mjr Tadeusz Kossakiewicz
- wykładowca obrony przeciwlotniczej – mjr Lubosław Krzeszowski
- wykładowca strzelań artylerii – mjr Czesław Leśnikowski
- wykładowca rozpoznania artylerii – mjr Roman Antoni Lewicki
- wykładowca organizacji dowodzenia dywizjonem – mjr Stanisław Olechowski
- wykładowca strzelania baterii artylerii – mjr Julian Petryczek
- wykładowca zwalczania czołgów rozpoznawczych – mjr Franciszek Ksawery Schoener
- wykładowca rozkazodawstwa baterią i dywizjonem – mjr Bronisław Studnicki †1940 Katyń[8]